# آشوت سارگسیان (سیاستمدار)
آشوت باگراتی سارگسیان (ارمنی: Աշոտ Բագրատի Սարգսյան؛ زادهٔ ۱۶ ژانویهٔ ۱۹۵۱) یک سیاستمدار، հայագետ و պատմաբան اهل ارمنستان است که از تاریخ ۱۹۹۰ تا تاریخ ۲۰۰۳ سمت نمایندگی دوره‌های اول شورای عالی جمهوری ارمنستان و اول و دوم مجلس ملی جمهوری ارمنستان را برعهده داشت. از تاریخ ۱۹۹۶ تا تاریخ ۱۹۹۶ سمت نمایندگی استانداری استان وایوتس‌جور را برعهده داشت.

## زندگی‌نامه
در ۱۶ ژانویه ۱۹۵۱ در خاچیک به دنیا آمد و از دانشگاه دولتی ایروان فارغ‌التحصیل شد. 